# Episodi di Signora Volpe (prima stagione)
La prima stagione della serie televisiva italo-britannica Signora Volpe, composta da 3 episodi, è stata distribuita in prima visione sulla piattaforma di streaming britannica Acorn TV dal 2 al 16 maggio 2022.
In Italia la stagione è andata in onda su Sky Investigation dal 1º al 15 luglio 2022 e in chiaro su Canale 5 dal 19 luglio al 2 agosto 2023.
| nº | Titolo originale     | Titolo italiano      | Pubblicazione Regno Unito | Prima TV Italia |
| -- | -------------------- | -------------------- | ------------------------- | --------------- |
| 1  | An Anxious Aunt      | Una zia preoccupata  | 2 maggio 2022             | 1º luglio 2022  |
| 2  | Secrets & Sacrifices | Segreti e sacrifici  | 9 maggio 2022             | 8 luglio 2022   |
| 3  | Truffles & Treachery | Tartufi e tradimenti | 16 maggio 2022            | 15 luglio 2022  |

## Una zia preoccupata
- Titolo originale: An Anxious Aunt
- Diretto da: Dudi Appleton
- Scritto da: Rachel Cuperman e Sally Griffiths

### Trama
- Altri interpreti: Giulio Corso (Tommaso Rossi), Eleonora Albrecht (Laura Boscolo), Orlando Cinque (Richelmo Gregori), Cristina Moglia (Carla Galli), Luigi Di Fiore (Ercole Guerra), Jamie Bamber (Adam Haines), Gianni D’Addario (Enrico Ferluga), Buket Kömür (Rabia Yacoub).
- Ascolti Italia (Canale 5): telespettatori 1 392 000 – share 10,50%[5].

## Segreti e sacrifici
- Titolo originale: Secrets & Sacrifices
- Diretto da: Mark Brozel
- Scritto da: Rachel Cuperman e Sally Griffiths

### Trama
- Altri interpreti: Francesco De Vito (Carlo Sabatini), Daniele Natali (Andrea Pannacci), Melissa Anna Bartolini (Ornella Pannacci), Andrea Bruschi (Giuseppe Pannacci), Stefano Fregni (Ernesto Bevilacqua), Lorenzo Balducci (Valentino Infante), Giorgia Trasselli (Elena Deconte), Bronagh Gallagher (Mallory Bell).
- Ascolti Italia (Canale 5): telespettatori 1 420 000 – share 10,50%[6].

## Tartufi e tradimenti
- Titolo originale: Truffles & Treachery
- Diretto da: Mark Brozel
- Scritto da: Rachel Cuperman e Sally Griffiths

### Trama
- Altri interpreti: Francesca Alice Antonini (Roberta Agosti), Vincenzo Tanassi (Alonzo Lombardi), Gianni Franco (Gino Zampa), Andrea Piedimonte (Salvatore Zampa), Paolo Fantoni (Luca Zampa), Luigi Di Fiore (Ercole Guerra), Enrique Arce (Dimitri Pavlenko), Alexander Arnold (Sasha Pavlenko), Jamie Bamber (Adam Haines).
- Ascolti Italia (Canale 5): telespettatori 1 257 000 – share 9,30%[7].